# 第百五号哨戒艇
| 画像をアップロード |                                                |
| 艦歴               |                                                |
| 発注               | F・シーヒャウ社                                |
| 起工               |                                                |
| 進水               |                                                |
| 就役               | 1931年7月                                      |
| 退役               |                                                |
| その後             | 1942年8月に日本海軍が鹵獲 1944年11月29日に戦没 |
| 除籍               | 1945年1月10日                                  |
| 性能諸元           |                                                |
| 排水量             | 904グロストン                                  |
| 全長               | 57.9m（190フィート）                           |
| 全幅               | 9.75m（32フィート）                            |
| 吃水               | 6.7m（22フィート）                             |
| 機関               | 蒸気エンジン 2軸                               |

第百五号哨戒艇（だいひゃくごごうしょうかいてい、旧字体：第百五號哨戒艇）は、大日本帝国海軍の鹵獲艦艇の一つである哨戒艇。元はアメリカあるいはフィリピンの巡視船「アラヤット」 (Arayat) 。

## 概要
1941年（昭和16年）12月27日キャビテ沖のマニラ湾で日本軍の空襲により沈没。1942年（昭和17年）8月以降に浮揚、マニラの第百三海軍工作部が修理し哨戒艇とした。主にマニラを中心に哨戒、護衛任務に従事した。1944年（昭和19年）11月29日、多号作戦に参加中に魚雷艇の攻撃により戦没した。

## 艇歴
- 1941年12月27日：キャビテ沖のマニラ湾で日本軍の空襲により沈没。
- 1942年8月26日：マニラの第百三海軍工作部が引き揚げ作業開始。
- 1943年9月1日：第百五号哨戒艇と命名[3][4]、哨戒艇に類別[4][5]、本籍を佐世保鎮守府に定められる[6]。第三南遣艦隊附属に編入[7]。
  - 9月15日：工事完成[4]、30日まで整備[8]。
  - 10月以降：マニラ湾哨戒のほか、セブ、サンボアンガ、ハルマヘラ島方面に出動[9]。
  - 10月13日現在：軍隊区分菲島部隊主隊に配置[10]。
- 1944年11月27日：第6次多号輸送船団[11]を護衛してマニラを出港。
  - 11月28日：オルモック湾への輸送作戦において同湾で哨戒中にアメリカ海軍魚雷艇PT127の雷撃により沈没[4]。
- 1945年1月10日：帝国哨戒艇籍から除かれる[4][12]。

## 第百五号哨戒艇長
1. 平石廉 大尉/少佐：1943年9月1日[13] - 1944年7月1日[14]
2. 香坂峯三 大尉：1944年7月1日[14] - 1944年12月30日[15]

## 前身について
第百五号哨戒艇は、日本海軍艦艇の中でも謎が多い艦艇の1隻である。そもそも日本の資料では、前身である「アラヤット」に関する情報が一定ではない。命名時には米軍の巡邏艇としているが、それ以上は不明である。
中には「米西戦争中に自沈し、後に引き揚げられてアメリカ海軍で使用された、1888年（明治21年）建造のスペインの砲艦」というものがある。艦艇史研究家の田村俊夫によれば、このスペイン砲艦は排水量243トンで、1910年（明治43年）に除籍されて売却されている。
また田村が引き続き調査したところ、『戦利船利用』では「アラヤット」は「フィリピンの巡邏船で排水量は1200トン」、『佐世保鎮守府戦時日誌』機密第一〇一七〇五番電には「『アラヤット』号一〇〇〇頓」とあり、『戦前船舶』第31号内の記載には、「アラヤット」は「所有者はフィリピン政府、建造年は1931年（昭和6年）、建造所はドイツのシーショウ社で建造番号1253、903グロストン」という記録が残っていたという。
一方、海外のサイト『CombinedFleet.com』では、「アラヤット」は1931年に自由都市ダンツィヒのF・シーヒャウ有限会社 (F. Schichau GmbH) で建造。同年7月にアメリカ陸軍省島国事務局によってフィリピン諸島税関巡視船として購入され、フィリピン政府商船役員によって運用されていたとされる。